# لويس ليبورن سميث
لويس ليبورن سميث الحاصل على وسام القديس ميخائيل والقديس جرجس (1 أبريل عام 1880 - 13 سبتمبر عام 1965) هو معماري ومعلم أسترالي من ولاية جنوب أستراليا. ولد في آنلي وهي ضاحية داخلية تقع جنوب مدينة أديلايد. أصبح ليبورن سميث مهتمًا بالهندسة والعمارة بعد زيارته حقول مناجم الذهب بولاية أستراليا الغربية. درس الهندسة الميكانيكية في كلية علوم التعدين في ما بعد وتدرب على يد المعماري إدوارد ديفيس. وافق على العمل كمحاضر في ذات الكلية بعد تخرجه وكان مسؤولًا عن وضع أول مقرر جامعي رسمي في اختصاص الهندسة المعمارية على مستوى الولاية في عام 1904. عمل أمينًا للسجلات في الكلية خلال الفترة الممتدة من عام 1905 حتى عام 1914. ترك ليبورن سميث عمله والتحق للعمل مع صديقه الحميم وولتر باغوت في شركة وودز وباغوت وجوري للعمارة. ظل سميث في هذه الشركة إلى حين وفاته في عام 1965. انخرط سميث في عدد من المشاريع الهامة على مر السنين ومن بينها النصب الحربي التذكاري الوطني الأسترالي الجنوبي والمبنى الأصلي لجمعية الادخار المشتركة الأسترالية الواقع في شارع الملك ويليام.
كذلك كان ليبورن سميث عضوًا في كل من المعهد الأسترالي الجنوبي للمعماريين والمجلس الاتحادي التابع للمعهد الأسترالي للمعماريين والمعهد الأسترالي للمعماريين، وذلك بالإضافة إلى عضويته في عدة لجان حكومية وتقديم الاستشارة لحكومة الولاية في ما يخص صياغة قانون البناء لسنة 1923 وقانون المعماريين لسنة 1939 (الذي أفضى إلى استحداث مجلس جنوب أستراليا للمعماريين).
حاز ليبورن سميث على عدد من الجوائز والتكريمات على مر حياته ومن جملتها حصوله على زمالة مدى الحياة في المعهد الملكي الأسترالي للمعماريين والمعهد الملكي للمعماريين البريطانيين وميدالية ذهبية من المعهد الملكي الأسترالي للمعماريين فضلًا عن تقلده وسام القديس ميخائيل والقديس جرجس. تحمل كلية الهندسة المعمارية التي أسسها (تتبع اليوم إلى جامعة جنوب أستراليا) اسمه تحت مسمى كلية لويس ليبورن سميث للهندسة المعمارية.

## النشأة والتعليم
كان والد لويس يدعى جوزيف ليبورن سميث وأمه تدعى آني. ولد في ضاحية آنلي بولاية جنوب أستراليا بتاريخ 1 أبريل عام 1880. هاجر والداه إلى أستراليا حتى يتمكن والده من العمل ككيميائي في شركة ف. إتش. فولدينغ وشركاؤه. ومع ذلك يبدو أن جوزيف ليبورن سميث وجد طب الأسنان عملًا أكثر تقاربًا مع ذوقه وهو ما دفعه إلى الحصول على المؤهلات اللازمة من خلال الالتحاق بالكلية الأسترالية لطب الأسنان. تلقى لويس تعليمه في المرحلتين الابتدائية والثانوية من كليتي ويندهام وواي، ولكن تعطل تعليمه بعدما قرر أهله الانتقال إلى حقول مناجم ذهب كولغاردي وكالغورلي الواقعة في ولاية أستراليا الغربية خلال منتصف تسعينيات القرن التاسع عشر.
أضحى ليبورن سميث مهتمًا بالآلات خلال الفترة التي أمضاها في حقول تعدين الذهب بحسب ما ذكره عن نفسه. غير أن أهله قرروا توجيه اهتمامه نحو الهندسة المعمارية لأنه كان «أقرب شيء للعمل الهندسي المكتبي استطاعوا التفكير به» على حد تعبيره. تدرب على يد المهندس دانكر لفترة من الزمن قبل أن يعود إلى أديلايد في عام 1898. رغب أهل ليبورن سميث أن يدرس ابنهم الهندسة المعمارية في جامعة أديلايد ولكن لم تكن هناك مقررات جامعية متاحة في هذا الاختصاص حينذاك. وبالتالي اضطر ليبورن سميث إلى إكمال مقرر كامل في الهندسة الميكانيكية في كلية علوم التعدين بدوام جزئي وتدرب على يد إدوارد ديفيس بدءًا من عام 1901 (بغية مواصلة تعليمه في مجال الهندسة المعمارية).
برز ليبورن سميث كطالب متفوق وفاز بمنحتين دراسيتين في السنتين الثانية والثالثة، وكان أول من استكمل دراسة المقرر الجامعي دون الحاجة إلى سنة رابعة. أنهى فترة تدربه مع ديفيس في عام 1904 وقُبل كعضو في المعهد الأسترالي الجنوبي للمعماريين، وذلك على الرغم من أن التأثير المستمر للاكتئاب جعل مهمة إيجاد عمل أمرًا صعبًا عليه. ومع ذلك عثر ليبورن سميث على عمل كرسام معماري إذ عمل في البداية مع إرنست باير ومن ثم انتقل للعمل مع جون كوينتون بروس.
واصل ليبورن سميث دراساته في جامعة أديلايد بعد تخرجه من كلية علوم التعدين ونال بكالوريوس في العلوم في عام 1911. صحح اسم شهادته لتصبح بكالوريوس في الهندسة في عام 1914.

## المسيرة التعليمية

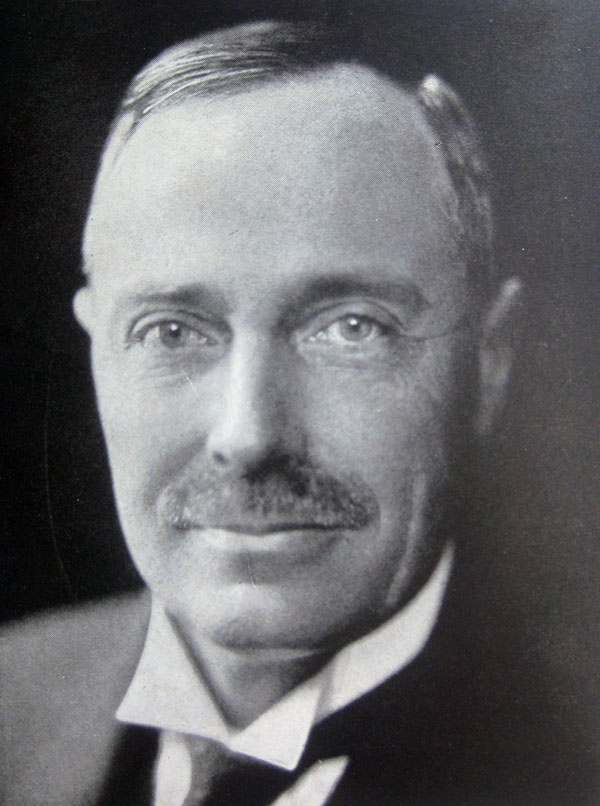
لويس ليبورن سميث 1929

عرضت كلية علوم التعدين على ليبورن سميث العمل كمحاضر في اختصاص الهندسة الميكانيكية في عام 1903. قبِل ليبورن سميث هذا العرض بصدرٍ رحب بحسب ما ذكره بيج. انتُخب بعدها أمينًا لسجل الكلية في عام 1905 وبقي في منصبه كموظف بدوام كامل حتى عام 1914 ومن ثم أصبح يعمل في الكلية كموظف بدوام جزئي حتى عام 1951. لم يتوقف انخراط ليبورن سميث في الكلية بعد تركه لعمله ومجيء غافن والكي بل ظل نشطًا فيها إلى حين وفاته في عام 1965.
أخذ ليبورن سميث على عاتقه استحداث مواد وضعها بنفسه في مجال الهندسة المعمارية خلال فترة عمله في الكلية، وجمع مع الوقت مجموعة من الزملاء الذين تعلموا من بعضهم البعض. تعاون ليبورن سميث مع وولتر باغوت من أجل وضع مقرر جديد في الهندسة المعمارية، وجاء ذلك بناءً على طلبٍ وجهه مجلس إدارة كلية التعدين لهما في عام 1906. كانت ثمرة هذا التعاون وضع برنامج جامعي بدوام جزئي يمنح شهادات زمالة للملتحقين وتبلغ مدته ثلاث سنوات. ومع ذلك ظل من المتوقع أن يتدرب الطلبة عند معماريين محترفين من أجل اكتساب المزيد من الخبرة العملية في هذا المجال. اعتُبر البرنامج على قدرٍ كافٍ من الجودة بحلول عام 1916، وهو ما عنى أن طلابه تمتعوا بنفس القدر من الكفاءة كطلاب الهندسة المعمارية في أجزاء أخرى من العالم.
رغم أن كلية علوم التعدين لم تعد موجودة في يومنا هذا فإن كلية الهندسة المعمارية التي أسسها ليبورن سميث تشكل الآن جزءًا من جامعة جنوب أستراليا. تحمل كلية لويس ليبورن سميث للهندسة المعمارية والمبنى التابع لها اسم مؤسسها منذ عام 1963.

## المسيرة المهنية
عمل ليبورن سميث كـ«موظف احتياطي» بدوام كامل في شركة وودز وباغوت وجوري للعمارة بعدما ترك عمله في كلية علوم التعدين إذ كان يحل محل وولتر باغوت عند سفر الأخير للخارج. توفي إدوارد وودز في عام 1913، وبذلك أصبح ليبورن سميث شريكًا كاملًا في الشركة تحت الاسم الجديد «وودز وباغوت وليبورن سميث». ظل ليبورن سميث في الشركة حتى وفاته في عام 1965.
امتدت صداقة ليبورن سميث بباغوت على مدى سنوات عديدة قبل دخولهم في هذه الشراكة، بيد أن أساليب كل منهما في العمل كانت «مختلفة بشدة لدرجة جعلتهما يبدوان شريكين غير محتملين». إذ كان يقال إن ليبورن سميث لم يكن يمانع وضع رسم أولي ليقوم بعدها بتمريره إلى الرسام حتى يطوره ويبني عليه (غير أن هذا لم يمثل ضعفًا في الانتباه نظرًا لأن تصاميمه الأولية كانت مرسومة بدقة وعناية). وبالمقابل اشتُهر باغوت بالاهتمام الذي أولاه إلى أدق التفاصيل في تصاميمه. خلقت نقاط القوة التي امتاز بها كل من الرجلين توازنًا رغم الاختلافات القائمة بينهما: إذا كان باغوت تقليديًا في تصاميمه، في حين ألقى ليبورن سميث بظله على الشراكة من خلال براعته ومعارفه الهندسية.